# Ephesia languida
Ephesia languida là một loài bướm đêm trong họ Noctuidae.